# Green Hornet
The Green Hornet var ett amerikanskt radioprogram som ursprungligen sändes mellan 1936 och 1952. Huvudfigur var den maskerade brottsbekämparen Green Hornet alias Britt Reid, som tillsammans med sin assistent Kato nattetid bekämpade brott på Detroits gator. Skapare av radioserien var George W. Trendle och Fran Striker, som även skapade The Lone Ranger (Svarta Masken).
The Green Hornet förekom senare i såväl pulptidningar som i serietidningar. Den första serieversionen gavs ut 1940 av förlaget Helnit, vars utgivning kort därefter togs över av Harvey Comics. De tidigaste avsnitten skrevs av Fran Striker och tecknades av Bert Whitmans studio
Sedan 2010 ges både Green Hornet- och Kato-serietidningar ut av amerikanska Dynamite Entertainment.

## Bakgrund
George W. Trendle, delägare i den Detroit-baserade radiostationen WXYZ, hade tidigare varit med om att utveckla radioserien "The Lone Ranger" om västernhjälten med samma namn ("Svarta Masken" på svenska). 1935 påbörjade Trendle projektet med att skapa en liknande spänningsserie som utspelade sig i samtiden. Tillsammans med författaren Fran Striker och regissören James Jewell kläckte Trendle idén om en serie om ett korrumperat politiskt system där en enda man rakryggat bekämpade laglösheten. Trendle var också den som kom med idén att låta hjälten få ett särskilt ljudsignum (anpassat till radiomediet) och att detta skulle vara ljudet från ett surrande bi eller annan insekt. Namnet "The Hornet" kom på förslag, men hade redan använts på annat håll, och enligt vissa källor ska detta ha varit en anledning till att man lade till en färg i namnet. Man bollade idéer om olika färger, bland annat blått och skärt, innan man slutligen fastnade för grönt och sålunda var The Green Hornet (ung. Den Gröna Getingen) född. Det första radioprogrammet sändes den 31 januari 1936 på WXYZ.

## Handling
Många olika versioner av "Green Hornet" har existerat i många olika medier, och figurens bakgrundshistoria har varierat. I de flesta av sina inkarnationer är dock Green Hornets hemliga identitet Britt Reid, en ung tidningspublicist i Detroit. Nattetid klär han sig i grön kostym, hatt och mask och bekämpar brott på stadens gator. Vid hans sida kämpar dem likaledes maskerade vännen Kato, som även är chaufför till deras högteknologiska bil, "The Black Beauty". Green Hornet är en vigilant som ofta uppfattas som kriminell av lagens långa arm, och spelar med i den rollen för att lättare komma brottslingarna nära.
Reids lojala chaufför/livvakt/kompanjon Kato har asiatiskt ursprung. I radioserien var han från början japan, men slutade refereras till som sådan efter den japanska attacken på Pearl Harbor 1941. Senare har han även kallats filippinare och korean.

## Serieversioner

### Helnit/Holyoke
Redan i december 1940 gav Helnit Comics/Holyoke ut den första serieversionen av Green Hornet. Titeln Green Hornet Comics klarade sig i sex nummer. De tidigaste avsnitten skrevs av Fran Striker och tecknades av Bert Whitmans studio.

### Harvey
Förlaget Harvey Comics övertog numreringen när de började ge ut sin serieversion. Den var betydligt mer långlivad när den lades ner i och med nummer 47 år 1949. Tidningen bytte namn till Green Hornet Fights Crime i och med nummer 34, och till Green Hornet, Racket Buster från nummer 44.
Figuren förekom också i strönummer av andra titlar från förlaget; War Victory Comics nr 1 (1942) samt All-New Comics nr 13 och 14 (1946).

### Dell
1953 publicerade Dell Comics en specialutgåva med Green Hornet i Four Color nummer 496.

### Gold Key
1967 gav Gold Key Comics ut en serietidning med Green Hornet som överlevde i tre nummer, baserad på TV-serien som sändes under samma period (se nedan). Därefter var det länge stiltje för figuren på seriefronten.

### Now
Först 1989 kom Green Hornet tillbaka då förlaget Now Comics, som specialiserat sig på serieversioner av populära TV-serier och filmer, tog sig an den ambitiösa uppgiften att bringa ordning i alla de olika versionerna av figuren som förekommit under årens lopp i olika medier. Sättet man gjorde det på var att låta identiteten Green Hornet gå i arv i släkten Reid.
Enligt Now Comics finns det (minst) fyra Green Hornet; den ursprunglige Green Hornet alias Britt Reid var den som i radioserien bekämpade brott på 1930- och 40-talen. Green Hornet II var hans brorson, även han döpt till Britt Reid, identisk med den Green Hornet som förekom i 1960-talets TV-serie. Now Comics introducerade den tredje bäraren av namnet, Alan Reid, som dog under sitt allra första uppdrag och ersattes av brodern Paul Reid, som blev den fjärde Green Hornet och huvudperson i denna serieversion. Även Kato fick en generationshistoria av Now – 30- och 40-talens Ikano Kato (en japan som kallade sig filippinsk för att undvika rasismen mot japaner kring andra världskriget) följdes på 1960-talet av sonen Hayashi Kato, som i sin tur ersattes av sin yngre syster Mishi Kato. Mishi fick dock åter ge plats åt Hayashi då förlagsägare och upphovsrättsinnehavare krävde att det var "Bruce Lee"-Kato som skulle vara Green Hornets medhjälpare. (I 60-talets TV-serie spelades nämligen Kato av den legendariske actionskådespelaren Bruce Lee, se nedan.) En fjärde Kato – Kono Kato – dyker upp i de två sista numren av tidningen (39–40) och tar över rollen som Paul Reids maskerade medhjälpare.
Now Comics introducerade även Diana Reid, dotter till den förste Britt Reid, samt den kvinnliga skurken Crimson Wasp, som visade sig vara en korrumperad Mishi Kato.
Förlaget lades ner 1995, men hann innan dess ge ut femtiotalet nummer av den reguljära tidningen (som gavs ut i två volymer), främst med serier av Ron Fortier och Jeff Butler. Därutöver publicerade man flera miniserier (Tales of the Green Hornet, Green Hornet: Solitary Sentinel, Sting of the Green Hornet) med olika generationers Green Hornet i fokus, skrivna av bland andra James Van Hise och den tidigare Green Hornet-skådespelaren Van Williams, Dark Tomorrow, en miniserie om en kriminell Green Hornet aktiv år 2080, samt ytterligare två miniserier med Kato i huvudrollen, båda skrivna av Mike Baron.

### Dynamite
2009 fick Dynamite Entertainment serielicensen för Green Hornet och anlitade filmaren och serieskaparen Kevin Smith för att skriva en första miniserie, som året därpå modulerades om till en reguljär serietidning. Dynamite har även släppt flera spinoff-tidningar; parallella månadstidningen Green Hornet Strikes, miniserierna Blood Ties, Parallel Lives och Year One, samt reprint-utgivningen Green Hornet: Golden Age Re-Mastered. Utöver detta har man gett ut månadstidningen Kato och miniserien Kato: Origins.
Dynamite plockade inte upp historieskrivningen från Now Comics, utan började på ny kula. Smith berättar historien om hur den ursprunglige Green Hornet dödas av den onde Black Hornet. Reids bortskämde son, Britt Reid Jr, tar motvilligt upp sin faders mantel som brottsbekämpare och får hjälp av den nu åldrade Kato och dennes dotter, Mulan Kato.

## I andra medier

### Radio
Green Hornet framträdde alltså först i radio och debuten skedde den 31 januari 1936 på den Detroit-baserade kanalen WXYZ. Från den 12 april 1938 sändes radioserien även i hela Mutual Broadcasting Systems sändningsnätverk, vilket innebar en större lyssnande publik. Därefter gick den över till, i tur och ordning, NBC Blue, Blue Network och ABC Network, och sändes fram till den 8 september 1950. En kortvarig återkomst fick programmet 10 september–5 december 1952.
Green Hornet själv röstskådespelades av Al Hodge (1936–1943, 1945), Donovan Faust (1943), Bob Hall (1945–1947) och Jack McCarthy (1947–1952). Kato spelades först av Tokutaro Hayashi (under namnet Raymond Toyo), därefter av Rollon Parker. Den förste regissören var James Jewell.
Radioserien gjorde sig också känd för sitt för genren ovanliga användande av klassisk musik, bland annat Nikolaj Rimskij-Korsakovs Humlans flykt, som var det återkommande temat.

### Prosa
Green Hornet är på många sätt en typisk pulphjälte, men har inte förekommit i litterär form i samma utsträckning som till exempel The Shadow eller Doc Savage. På 1940-talet gav Whitman Books ut fyra romaner baserade på radioserien, samt tre illustrerade "Big Little Books", riktade till en barnpublik. Fran Striker stod som författare till dessa.
Då TV-serien var populär på 1960-talet gav Whitman åter ut en ungdomsroman, "Green Hornet: Case of the Disappearing Doctor", av Brandon Keith. Under samma period gav Dell Publishing ut pocketromanen "The Green Hornet in The Infernal Light" av Ed Friend, baserad på ett TV-avsnitt.
Moonstone Books fick 2009 licensen för att ge ut Green Hornet i litterär form och det har ryktats om planer att göra det i deras bokserie "Chronicles" (i vilken även antologier med Fantomen, Kolchak the Night Stalker, Spider och Zorro har getts ut).

### Film och TV
1940 och 1941 gjordes två filmföljetonger (filmer som visades "avsnittsvis" på bio), "The Green Hornet" (1940) och "The Green Hornet Strikes Again!". I den förstnämnda spelades huvudrollen av Gordon Jones, men dubbades delvis av radiorösten Al Hodge. I uppföljaren spelades Green Hornet av Warren Hull. Keye Luke spelade Kato i båda filmerna. 
1966–67 gjordes en TV-serie av ABC där Van Williams spelade huvudrollen medan Bruce Lee spelade Kato. TV-serien gjorde också en crossover med den då populära TV-serien Läderlappen.
2006 kom en fransk tio minuter lång kortfilm med Green Hornet, betitlad "Le frelon vert". Aurélien Poitrimoult regisserade, Manu Lanzi spelade huvudrollen och Patrick Vo Kato.
2011 kom en ny filmversion med Seth Rogen i huvudrollen. Rogen hade dessutom producerat och varit med och skrivit manus till filmen. Filmen var betydligt lättsammare än tidigare filmatiseringar. Britt Reid skildras som en skämtsam odugling medan Kato står för både hjärnan och muskelkraften i samarbetet. Regissör var Michel Gondry.

## Övrigt
Karaktärerna Green Hornet och The Lone Ranger är släktingar. Green Hornets far var brorson till The Lone Ranger.